# Namık Kemal
Pour les articles homonymes, voir Kemal.
Namık Kemal né Mehmed Kemâl (21 décembre 1840 - 2 décembre 1888) est un romancier, poète, journaliste, traducteur, dramaturge et réformateur social turc. Il influence grandement le mouvement Jeunes-Turcs et les mouvements turcs nationalistes en général et contribue à la modernisation de la langue turque.

## Biographie
Né à Tekirdağ en Thrace orientale en 1840, il est issu d'une famille aristocratique, son père a occupé le poste d'astronome à la cour du Sultan et il est issu d'une lignée de fonctionnaires ottomans appauvrie. Sa mère d'origine albanaise est la fille d'un gouverneur. Il est éduqué à domicile et apprend le perse, l'arabe ainsi que le français. Il entre dans l'administration à 17 ans, travaillant tout d'abord à l'office des traductions puis à la cour même.
Très tôt, il est influencé par l'auteur İbrahim Şinasi  et collabore avec lui au journal Tasvîr-i Efkâr (en) dont il prend la direction après la fuite de Şinasi pour la France en 1865. Il se consacre tout d'abord à des traductions puis se lance dans l'écriture journalistique pour couvrir les évènements de l'insurrection polonaise entre 1861 et 1864 et de la guerre de Sécession. Ses essais concernant la politique ottomane lui valent l'hostilité du pouvoir et, en 1867, il doit s'enfuir pour l'Europe en compagnie d'autres Jeunes ottomans dont Ziya Pacha.
Il passe les trois années suivantes à Londres, Paris et Vienne et se consacre à la publication de journaux d'opposition, à l'étude du droit et de l'économie ainsi qu'à la traduction de nombreux ouvrages français en turc. À son retour en 1871, il reprend ses activités journalistiques et publie Vatan, une pièce de théâtre aux accents patriotiques. Cette œuvre déchaîne les passions et décide les autorités ottomanes à emprisonner  Namık Kemal trois ans à Chypre. À la suite de la déposition du sultan Abdulaziz en 1876, il est libéré et autorisé à revenir à Constantinople où il collabore à la rédaction de la constitution ottomane de 1876. On lui interdit cependant de se présenter aux élections parlementaires. Par la suite il entre de nouveau en disgrâce en raison de ses opinions sous le règne du sultan Abdul Hamid II et passe le restant de sa vie en prison et en exil. Il meurt sur l'île de Chios en 1888.

## Pensée politique
Né dans une famille bektachi, Namik Kemal est influencé par les classiques de la littérature perse, arabe et turque dont de nombreux mersiye (en) ou élégies des évènements de Kerbala. Lors de son séjour en Europe il s'initie à la franc-maçonnerie. Il apporte son soutien aux mouvements réformateurs de l'Empire. Il vénère l'Occident mais s'inscrit dans un courant de modernisation et de réforme de l'Empire qu'il souhaite ancrer à l'est. Selon la turcologue Irène Mélikoff, Namik Kemal est l'auteur qui a le plus contribué au développement social et culturel de la Turquie.
Il tente de concilier deux idées de la révolution française, la patrie et la liberté, avec les traditions musulmanes. Bien que familier des idées des Lumières, c'est un musulman pieux attaché aux traditions islamiques, cette double appartenance culturelle le mène à effectuer des rapprochements et des adaptations divers. Ainsi la patrie qu'il évoque est islamique et non seulement ottomane. Il avance l'idée d'une union panislamique sous l'autorité des Sultans ottomans afin d'adapter et de diffuser la civilisation moderne en Asie et en Afrique et ainsi de créer un contre-pouvoir oriental à l'hégémonie européenne. Il critique vivement les instigateurs du Tanzimat qu'il accuse de vouloir faire table rase des traditions musulmanes.

## Appartenance maçonnique
Il est membre de la franc-maçonnerie, initié à la loge "I Proodos" (Le Progrès) à l'Orient de Constantinople (Istanbul) sous juridiction du Grand Orient de France.